# Čándní čauk
Čándní čauk (hindsky चाँदनी चौक, urdsky چاندنی چوک‎, anglicky Chandni Chowk) je  jedna z nejstarších obchodních tříd v Dillí v Indii. Nachází se ve starém městě, na jeho severním okraji. Vedena je západo-východním směrem, na západním okraji ji vymezuje mešita Fatehpurí masdžid a na východním konci Láhaurská brána Červené pevnosti (anglicky Red Fort). Třída se nachází blízko železniční stanice Staré Dillí. Vznikla v 17. století z rozhodnutí mughalského císaře Šáhdžahána.
Třída je dlouhá celkem 1,3 km a má podobu rušné městské ulice s dvěma jízdními pruhy v každém směru.
Vzhledem ke svému unikátnímu trhu a řadě historických i náboženských budov je třída atraktivní pro zahraniční návštěvníky, především ze západního světa. Kromě tržiště a řady obchodů je zde i velké množství restaurací a typických orientálních cukráren. Historie některých z nich sahají až do 18. století.

## Název
Název sestává z  hindského slova čauk s významem náměstí, jež odkazuje na původní prostranství, které existovalo před budovou dillíského magistrátu, a slovo čándní čili "měsíční svit", jež odkazuje na zrcadlící se měsíc v umělém jezírku rozkládajícím se poblíž. (Někdo vidí v názvu též ozvěnu slova čándí čili stříbro s odkazem na trh s výrobky ze stříbra, který tuto třídu ve své době proslavil.)

## Historie
Třída vznikla při založení dnešního Starého Dillí, které bylo opevněným městem a jehož výstavbu nařídil uvedený mughalský vládce. Původně středem ulice vedl vodní kanál, který byl napájen z řeky Jamuny. Okolo nové ulice vznikly postupně tři tržiště (bazary); Urdu Bazaar, Džóri Bazaar a Fatehpuri Bazaar. Mughalští vládci často při cestě do Červené pevnosti procházeli právě touto třídou.
V roce 1739 byla při invazi íránského vládce Nadír Šáha do Dillí ulice značně poškozena.
Nedlouho před začátkem 50. let 20. století byla vodní nádrž odstraněna a nahrazena hodinovou věží. Její název (Ghantaghar) označuje také centrální část třídy.
V současné době se jedná o velmi rušnou třídu, kde jsou zachovány obchody a stánky v původním rozsahu. Obchůdky se postupně rozšířily do postranních uliček (tzv. kuče/galí). Hlavní prostor třídy nicméně musel ustoupit automobilové dopravě.
V roce 2020 probíhala komplexní renovace ulice. Stavební práce však pokračovaly pomalu. Celá ulice získá kompletní nový povrch. Cílem je rozšířit plochu pro chodce, odstranit černé stavby a učinit prostor pro místní i pro návštěvníky města atraktivnější.

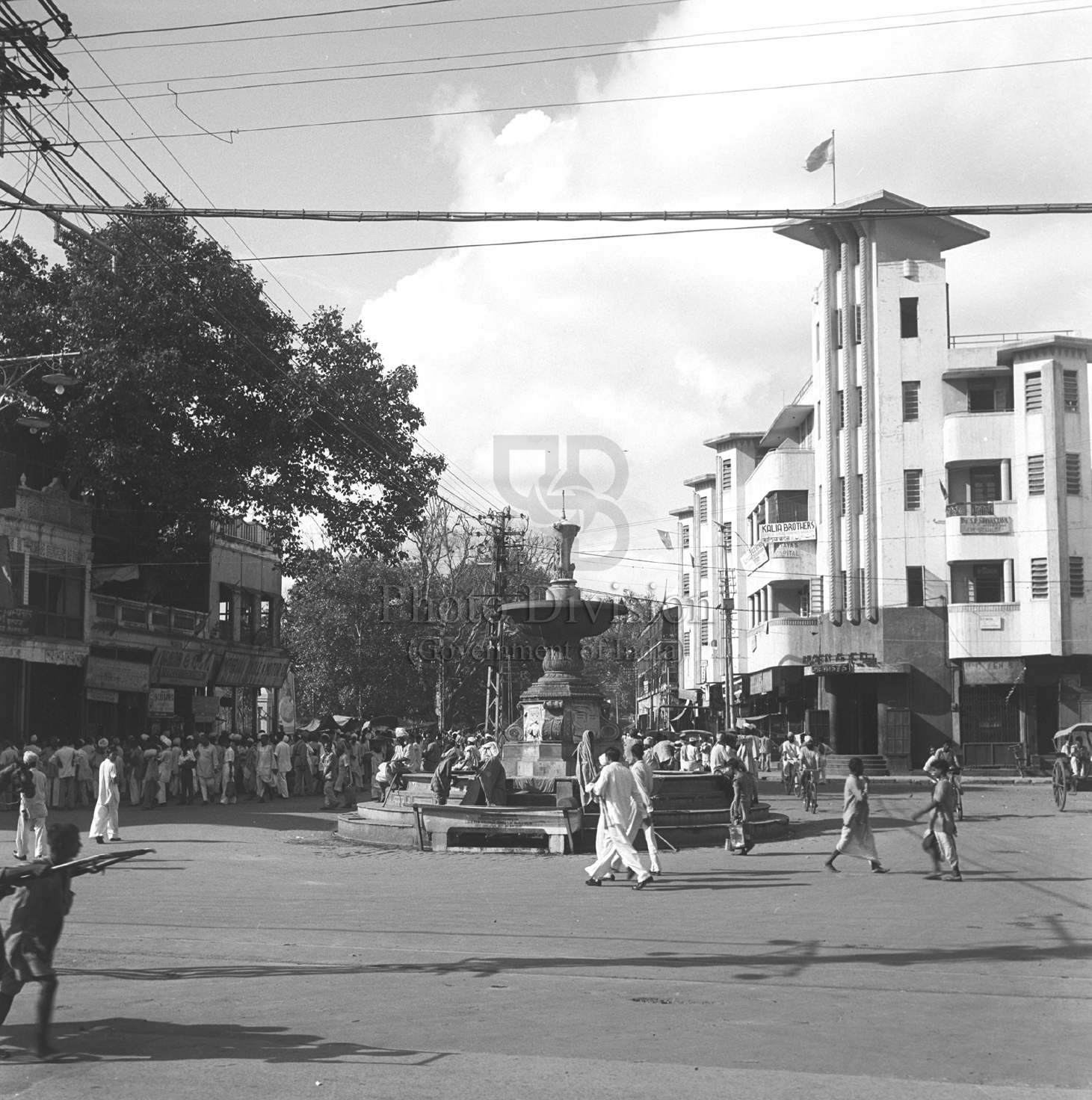
Pohled na třídu v roce 1947.
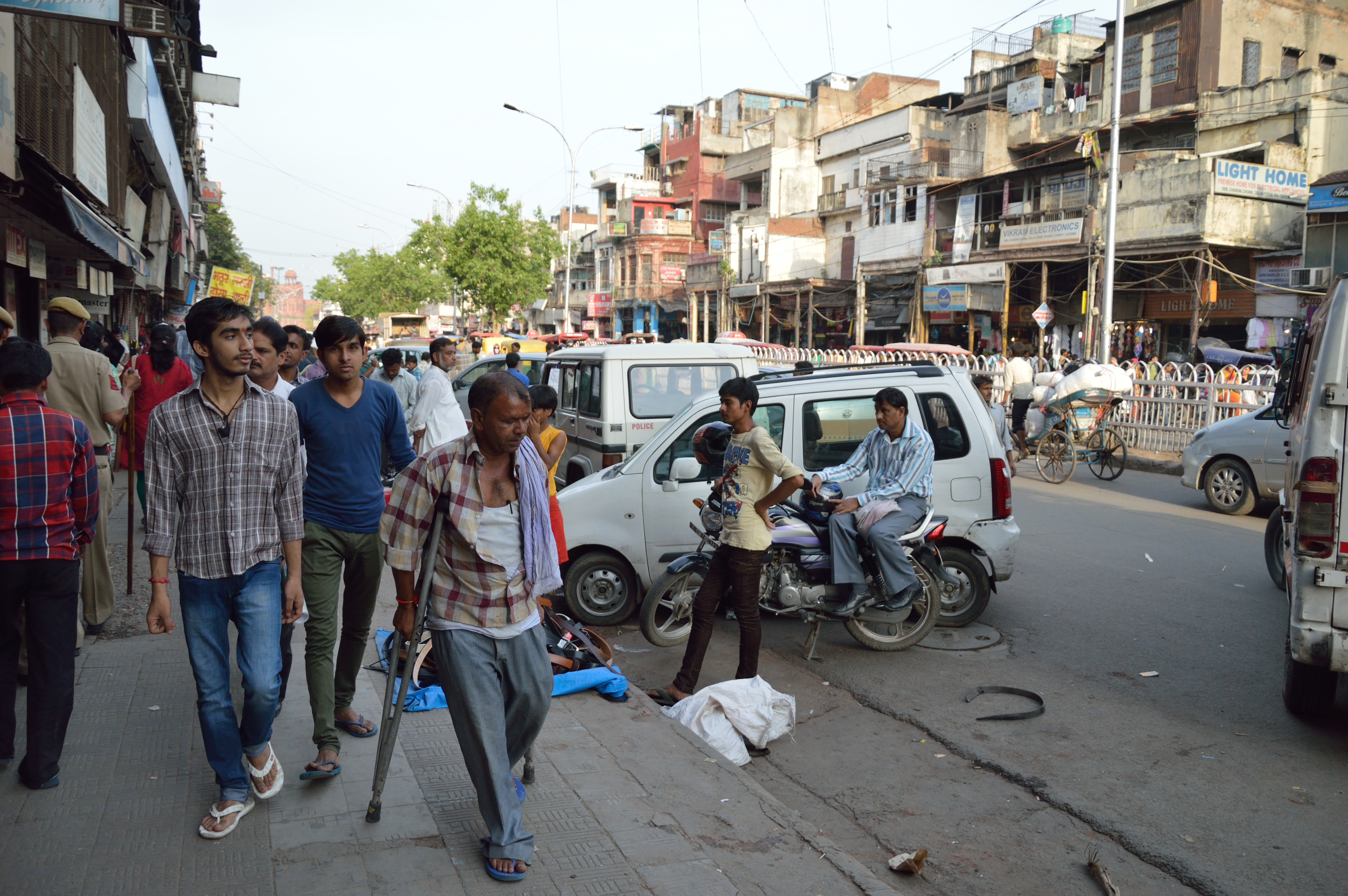
Provoz na třídě v roce 2014.
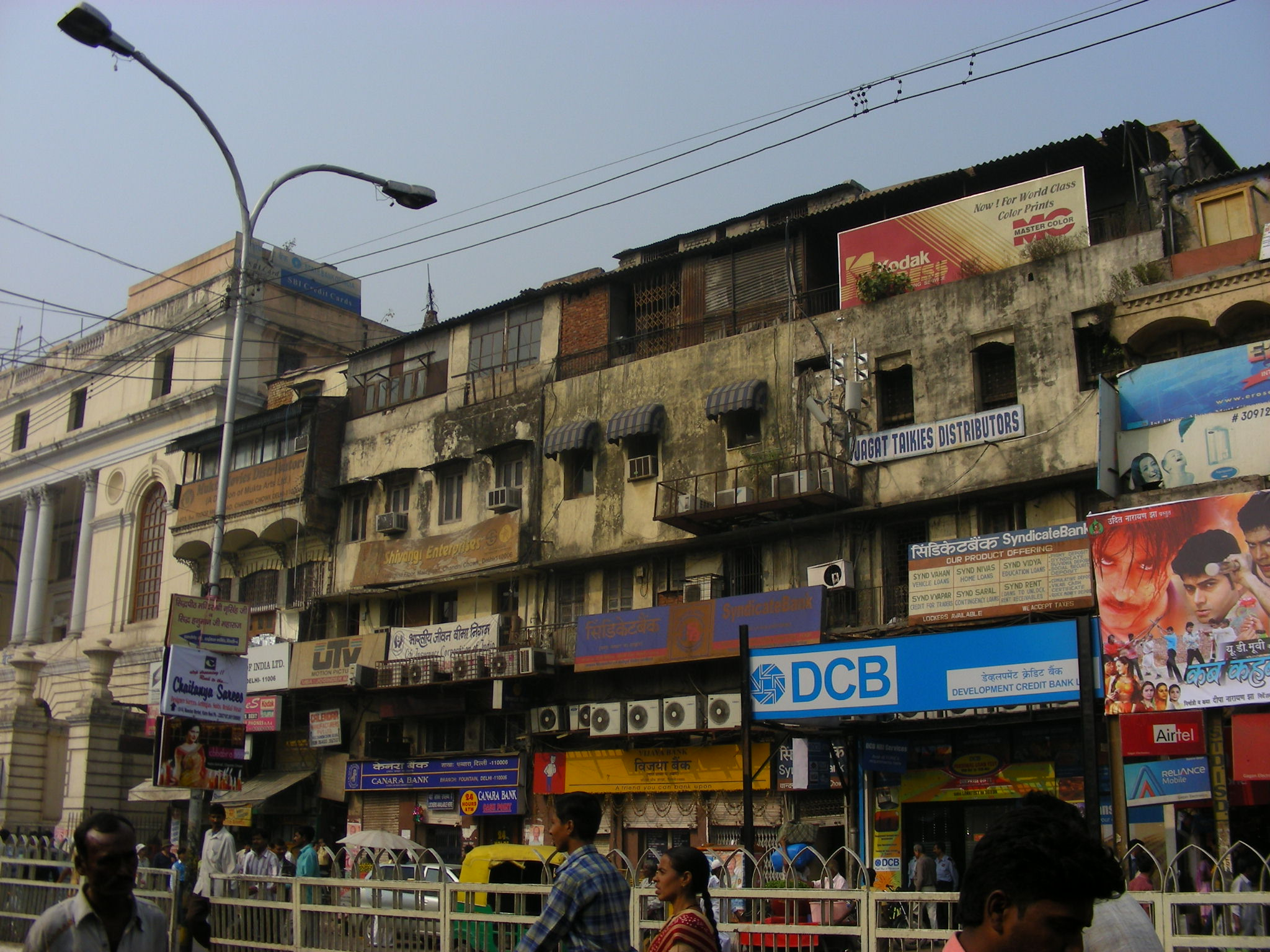
Obytné domy
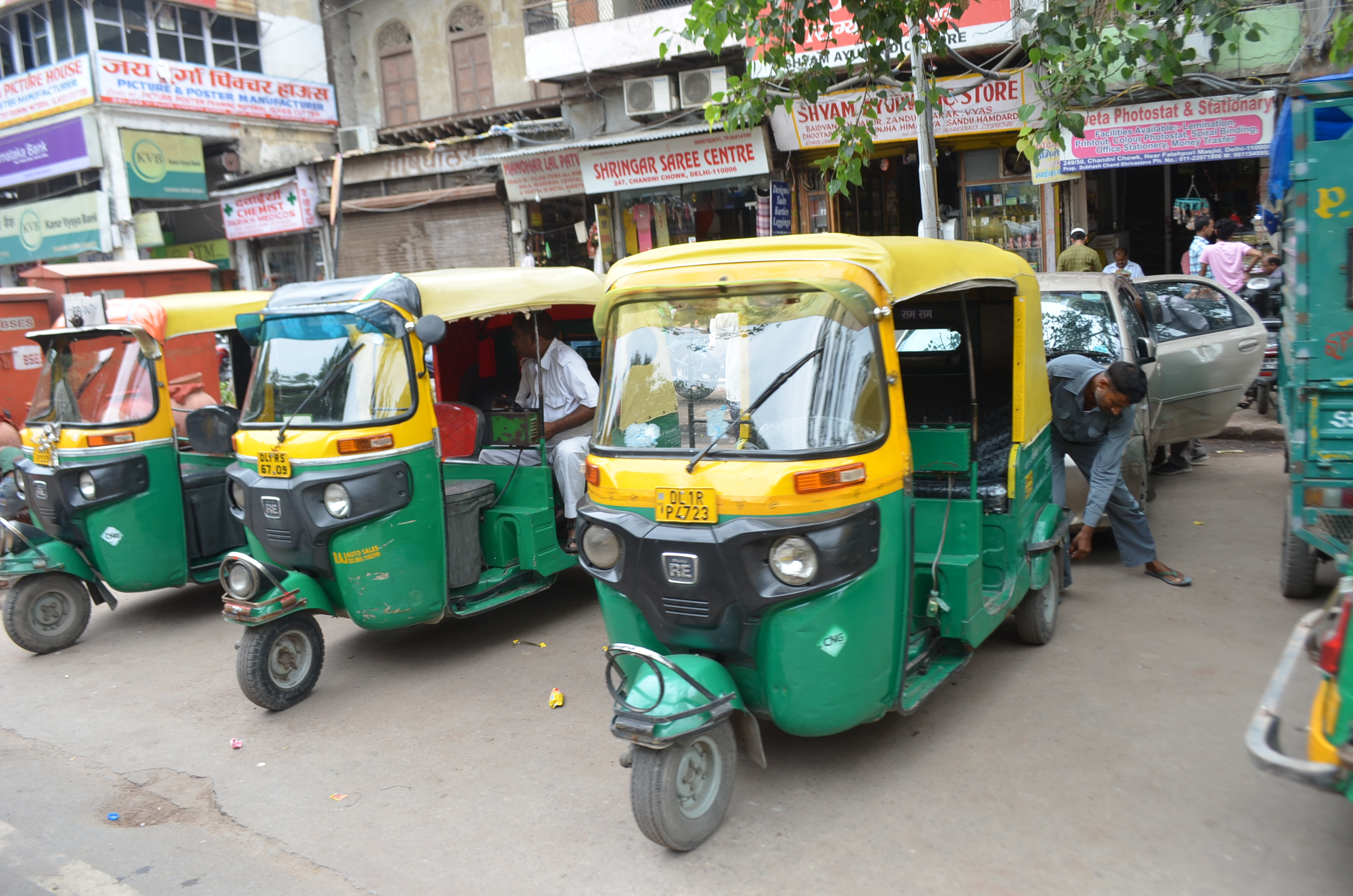
tuk-tuky na třídě Chandni Chowk
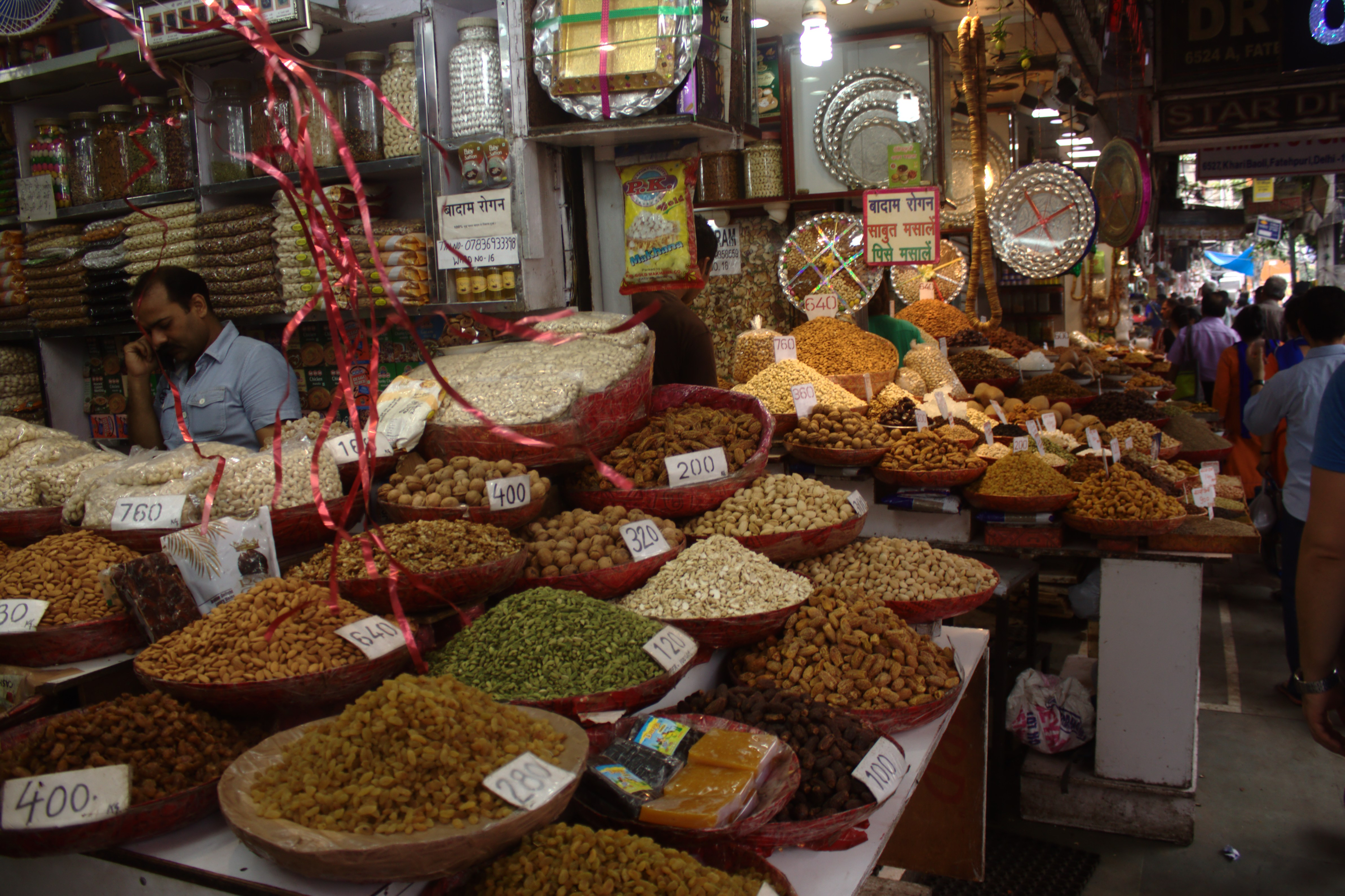
Trh s kořením

## Stavby
Na této ulici se nachází řada významných budov pro město Dillí. Reprezentativnější stavby zde byly označovány jako havélí (paláce). Jejich význam je nicméně historický; do současné doby se nedochovaly všechny. Ukázkou jedné z nich je např. Čunnámal havélí.
Na samém západním okraji se nachází mešita Fatehpurí masdžid. V centrální části třídy je na severní straně umístěna budova magistrátu města Dillí, která byla zbudována britskou správou v roce 1863. Další budovou v duchu koloniální architektury je zdejší pobočka Bank of India. Dále ve východní částí třídy se nachází sikhský chrám (gurudwára) Sís gandž sáhib. Na samém východním okraji Čándní čauku stojí dva chrámy – hinduistický Gaurí Šankar a džinistický Šrí Digambar Lál.